# Рейвенгольм
Рейвенгольм (англ. Ravenholm) — вигадане місто-привид відеоігрі-шутері Half-Life 2, розробленій і випущеній у 2004 році Valve Corporation. Місто слугує основною локацією шостого розділу гри, «Ми не ходимо у Рейвенгольм». В цьому розділі головний герой гри Гордон Фрімен, потрапляє до міста під час втечі з Східної Чорної Мези після нападу сил Комбінату, щоб дістатися до розташованого поблизу аванпосту Опору. Рейвенгольм — шахтарське містечко у Східній Європі, зруйноване бомбардуванням Комбінату з використанням снарядів з гедкрабами, які перетворили його мешканців на зомбі, єдиний вцілілий, отець Григорій, пропонує свою допомогу Фрімену протягом усього розділу, а кульмінацією стає остання битва на міському кладовищі.

Рейвенгольм у Half-Life 2

Рівень отримав схвалення критиків завдяки своєму дизайну рівнів та несподіваному використанню аспектів горрору, пов'язаних з гедкрабами та зомбі, деякі критики називають його одним з найкраще пропрацьованих рівнів в іграх Valve або одним з найкращих рівнів шутерів від першої особи, які коли-небудь були створені[джерело?]. Через його популярність Valve спочатку уклала контракт зі студією Junction Point Studios на створення приквелу з містечком, проєкт, який згодом став спінофом, розроблений Arkane Studios, що продовжив історію Григорія та його боротьби проти Комбінату. Однак обидва проєкти були зрештою скасовані під час розробки.

## Історія
До вторгнення Комбінату Рейвенгольм був невеликим шахтарським містечком десь у Східній Європі. Після вторгнення місто слугувало форпостом Опору, який чинив опір окупації Комбінату. Зрештою Комбінат атакував місто, обстрілявши його снарядами з гедкрабами, інопланетними паразитами, які атакують організми й перетворюють їх на зомбі. Все населення Рейвенгольма було зомбоване, що змусило Опір повністю відмовитися від будь-якої присутності в місті.